# Гатка (бойове мистецтво)

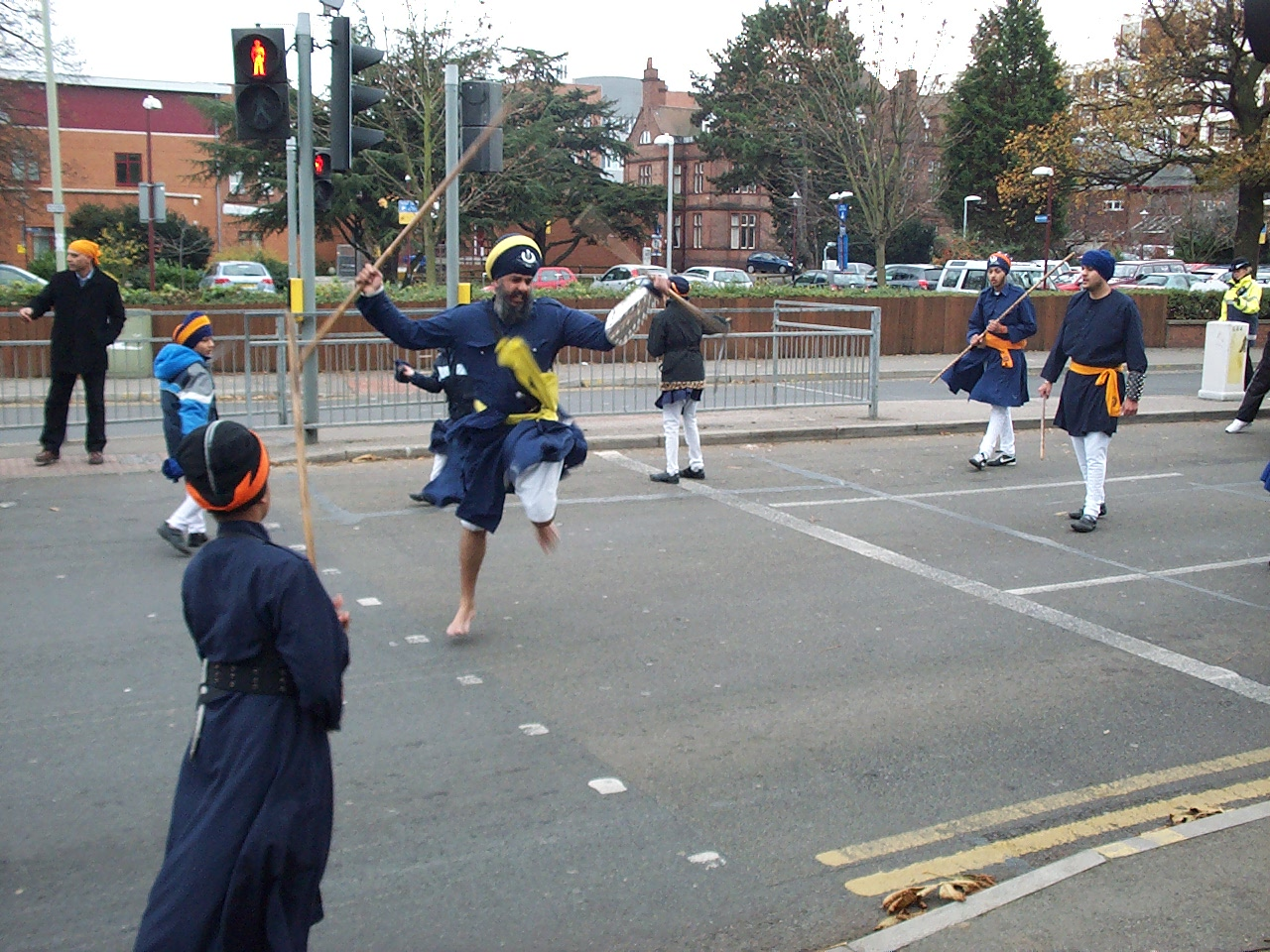
Процесія сикхів-майстрів гатки

Гатка (пенджаб. ਗਤਕਾ gatkā) — бойове мистецтво Пенджабу (сикхів-пенджабців); активно практикувалось сикхами, зокрема ордену акалі, у XVII—XVIII століттях для оборони від загарбників.
Гатка бере свій початок від гуру Хар Говінде, сина наступника гуру Ар'яна, що був страчений 1606 року імператором Джахангіром і вважається першим мучеником за віру сикхів.
За переказами, Хар Говінде з'явився перед своїми першими учнями з двома мечами в руках — як символами духовної сили і влади. Гуру Говінде заснував спілку Кхалса — «чистих людей». Туди приймались в учні лише ті, чиїми духовними ідеалами були Знання («Г'ян»), Любов («Прем») та Служіння («Сева»).
Гатка передбачає боротьбу її поборника з багатьма ворогами одночасно. Крім того, дозволяється мати зброю, причому як у правиці, так і лівиці, використовуючи обидва види зброї (можуть бути різними, наприклад, палиця і меч) одночасно.
В гатка 3 головні види зброї:
1. «звичайна зброя» — палиця (жердина або костур), що може бути 1—3 метри завдовжки;
2. «гнучка зброя» — ланцюг або мотузка;
3. «основна зброя» — меч, шабля.